# 藍田県
藍田県（らんでん-けん）は、中華人民共和国陝西省西安市に位置する県。

## 行政区画
- 街道:藍関街道
- 鎮:洩湖鎮、華胥鎮、前衛鎮、湯峪鎮、焦岱鎮、玉山鎮、三里鎮、普化鎮、葛牌鎮、灞源鎮、九間房鎮、藍橋鎮、輞川鎮、厚鎮、三官廟鎮、安村鎮、孟村鎮、小寨鎮